# Садовский, Борис Дмитриевич
Бори́с Дми́триевич Садо́вский (1904—1989) — советский учёный, один из основателей научной школы проектирования электрогидравлических следящих приводов. Лауреат Сталинской премии (1951).
С 1938 г. инженер завода № 293 Наркомата авиационной промышленности (Химки).
С 1949 г. работал в ЦНИИАГ, заместитель директора по научной работе.
С 1951 г. по совместительству преподавал в МВТУ, в 1961—1967 зав. кафедрой «Автоматические приводы».
Доктор технических наук (1969), профессор (1969).
Главный конструктор систем наведения башенных артиллерийских установок, которыми оснащались корабли ВМФ.
При научно-техническом руководстве Б. Д. Садовского в ЦНИИАГ разработано более 100 автоматических систем для управления объектами военной техники: системы автоматической стабилизации танкового вооружения, система электрогидравлических приводов для наведения спаренных автоматических пушек калибра 37 мм зенитной самоходной установки, система гидроприводов самоходной артиллерийской гаубичной установки и другие.
Соавтор книги: Динамика гидропривода / Б. Д. Садовский, В. Н. Прокофьев, В. К. Кутузов и др. - М.: Машиностроение, 1972. — 292 с.
Лауреат Сталинской премии (1951).